# Nyctemera horites
Nyctemera horites är en fjärilsart som beskrevs av Druce 1888. Nyctemera horites ingår i släktet Nyctemera och familjen björnspinnare. Inga underarter finns listade i Catalogue of Life.